# Cohors IIII Delmatarum

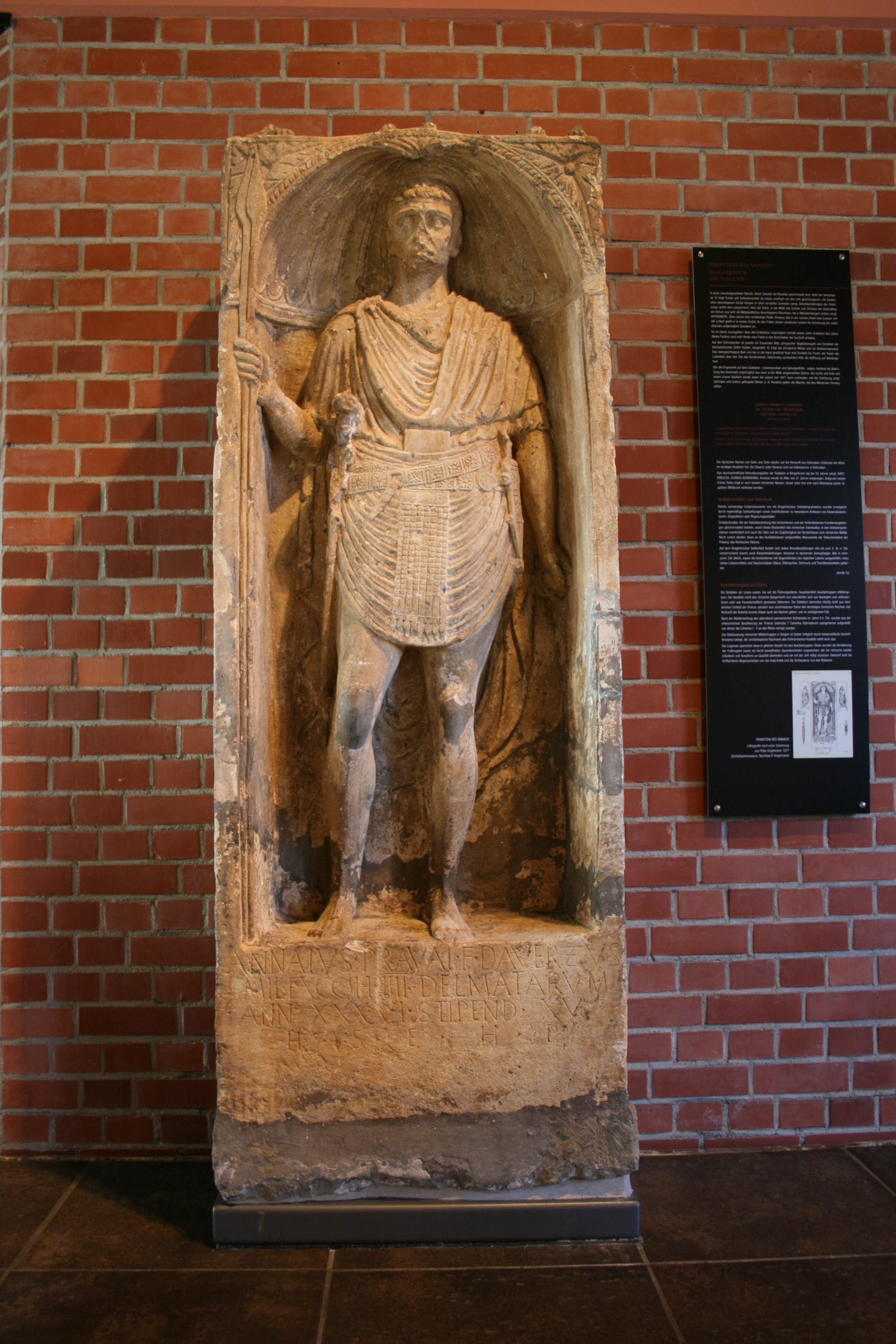
Grabstein des Annaius im Museum Römerhalle in Bad Kreuznach

Die Cohors IIII (bzw. IV) Delmatarum (bzw. Dalmatarum) (deutsch 4. Kohorte der Delmater bzw. Dalmater) war eine römische Auxiliareinheit. Sie ist durch Militärdiplome und Inschriften belegt.

## Namensbestandteile
- Cohors: Die Kohorte war eine Infanterieeinheit der Auxiliartruppen in der römischen Armee.

- IIII: Die römische Zahl steht für die Ordnungszahl die vierte (lateinisch quarta). Daher wird der Name dieser Militäreinheit als Cohors quarta .. ausgesprochen.

- Delmatarum bzw. Dalmatarum: der Delmater. Die Soldaten der Kohorte wurden bei Aufstellung der Einheit aus dem illyrischen Stamm der Delmater auf dem Gebiet der römischen Provinz Dalmatia rekrutiert. In den Inschriften finden sich beide Namensvarianten.

Da es keine Hinweise auf die Namenszusätze milliaria (1000 Mann) und equitata (teilberitten) gibt, ist davon auszugehen, dass es sich um eine Cohors quingenaria peditata, eine reine Infanterie-Kohorte, handelt. Die Sollstärke der Einheit lag bei 480 Mann, bestehend aus 6 Centurien mit jeweils 80 Mann.

## Geschichte
Die Kohorte war in den Provinzen Germania und Britannia stationiert. Sie ist auf Militärdiplomen für die Jahre 103 bis 122 n. Chr. aufgeführt.
Die Einheit war im 1. Jahrhundert in Germanien stationiert. Zu einem unbestimmten Zeitpunkt wurde die Einheit in die Provinz Britannia verlegt. Der erste Nachweis in Britannien beruht auf einem Diplom, das auf 103 datiert ist. In dem Diplom wird die Einheit als Teil der Truppen (siehe Römische Streitkräfte in Britannia) aufgeführt, die in der Provinz stationiert waren. Weitere Diplome, die auf 122 datiert sind, belegen die Einheit in derselben Provinz.
Da die Einheit nach 122 in Britannien nicht mehr belegt ist, ging sie möglicherweise in der Cohors I Pannoniorum et Delmatarum auf, die seit 127 in Germania Inferior nachgewiesen ist.

## Standorte
Standorte der Kohorte in Britannien und in Germanien waren möglicherweise:
- Bingium (Bingen am Rhein): drei Inschriften[4] wurden hier gefunden.

- Mediobogdum (Hard Knott): eine Inschrift[5][A 1] wurde hier gefunden.

## Angehörige der Kohorte
Folgende Angehörige der Kohorte sind bekannt.

### Kommandeure
| - [] Liburnus, ein Präfekt (ILJug-02, 00825) - [] Pactumeri[], ein Präfekt (CIL 8, 16870) | - Titus Iunius Severus, ein Präfekt |

### Sonstige
| - Annaius, ein Soldat (CIL 13, 7507) - Bato, ein Soldat (CIL 13, 7508) | - Beusas, ein Soldat (CIL 13, 7509) |